# Устав (шрифт)
Устав или уставно писмо е ръкописен шрифт (почерк) с ясен ъглово-геометричен рисунък, при който буквите се изписват в една линия изправени, без наклон, практически вписвайки се в квадрат, (ромб), правоъгълник (ромбоид) или окръжност; с малък брой елементи, стърчащи надолу и нагоре и в по-голямата си част отделени една от друга. Това е калиграфски стил със старателно изписване на буквените елементи и тържествено писане, изпълнено внимателно, с малък брой съкращения. Уставното писмо се формира под влиянието на унциал и на маюскула.
Терминът се прилага за различни писмености:
- при писане на кирилица (най-често) и на глаголица;
- при гръцки почерк от византийско време;
- понякога и в други случаи: например в японската писменост могат да се противопоставят курсивните йероглифи с уставните.

В палеографски смисъл терминът „уставно писмо“ се използва от XIX век, първоначално само във връзка с кирилицата. Името се свързва с обхвата на приложение на това писмо: „високата“ църковна литература се пише на „ѹставьнымъ словѣньскимъ ѩꙁꙑкомъ“.